# Notheria diaphana
Notheria es un género monotípico de plantas perteneciente a la familia de las orquídeas. En el pasado se consideraba sinónimo del género Eria, pero actualmente ha pasado a ser un nombre aceptado. Su única especie: Notheria diaphana, es originaria de las Célebes.

## Descripción
Es una orquídea de pequeño tamaño que prefiere el clima cálido con creciente hábito epífita que tiene pequeños pseudobulbos hinchados que llevan 2 hojas estrechas. Florece a finales del otoño y principios del invierno en una inflorescencia basal con varias flores

## Distribución y hábitat
Se encuentra en Célebes en los bosques montanos en elevaciones de alrededor de 1000 metros.

## Taxonomía
Notheria diaphana fue descrito por P.O'Byrne & J.J.Verm. y publicado en The Gardens' Bulletin Singapore 55: 286. 2000.